# NGC 2090
NGC 2090 är en spiralgalax i stjärnbilden Duvan, upptäckt den 29 oktober 1826 av den skotska astronomen James Dunlop. Dess hastighet i förhållande till den kosmiska bakgrundsstrålningen är 994 ± 5 km/s, vilket motsvarar ett Hubbleavstånd på 47,8 ± 3,4 miljoner ljusår (14,65 ± 1,03 Mparsec). 51 mätningar utan rödförskjutning ger emellertid ett avstånd på 42,46 ± 0,64  miljoner ljusår (13,018 ± 0,197  Mparsec). NGC 2090 studerades för att förfina Hubbles konstant till en noggrannhet inom ±10 procent.

## Galleri

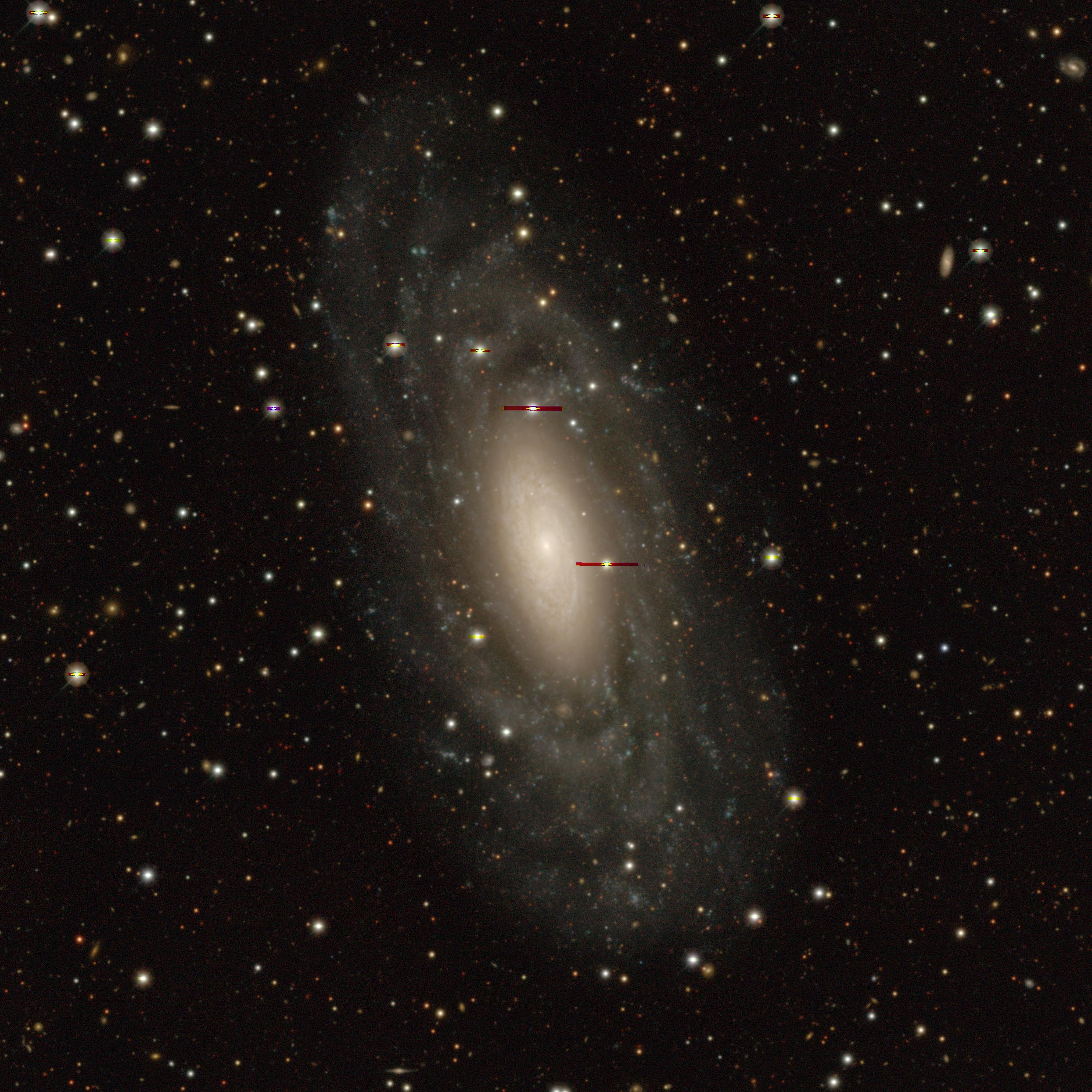
NGC 2090 med de äldre kartläggningarna.
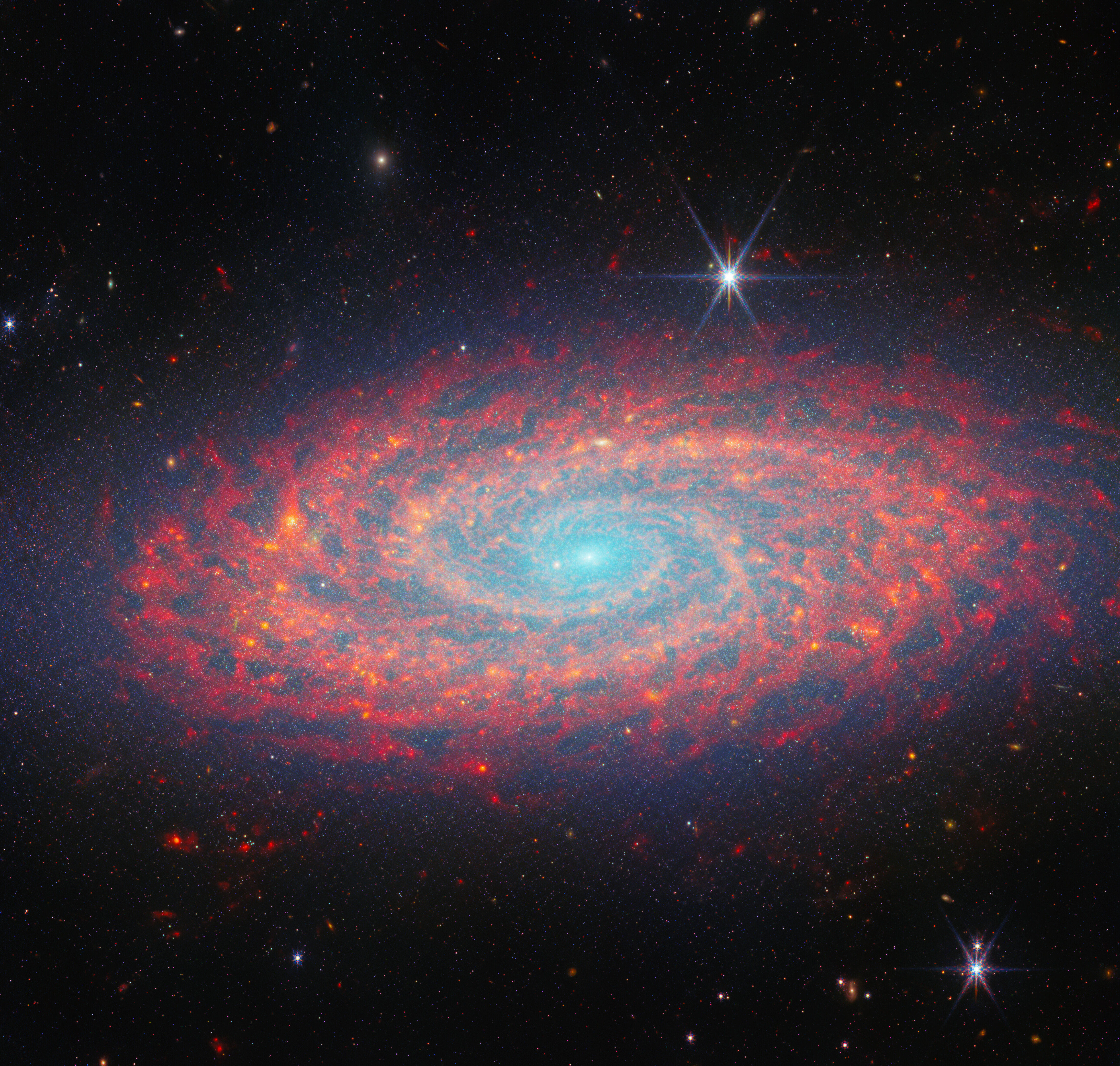
NGC 2090 avbildad av James Webb-teleskopet.
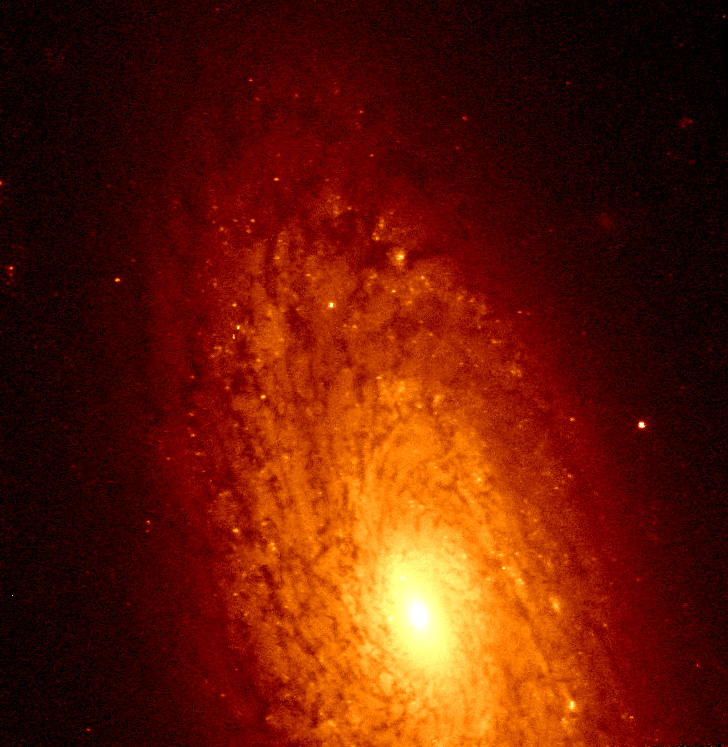
NGC 2090 fångad av Hubbleteleskopet år 2015.
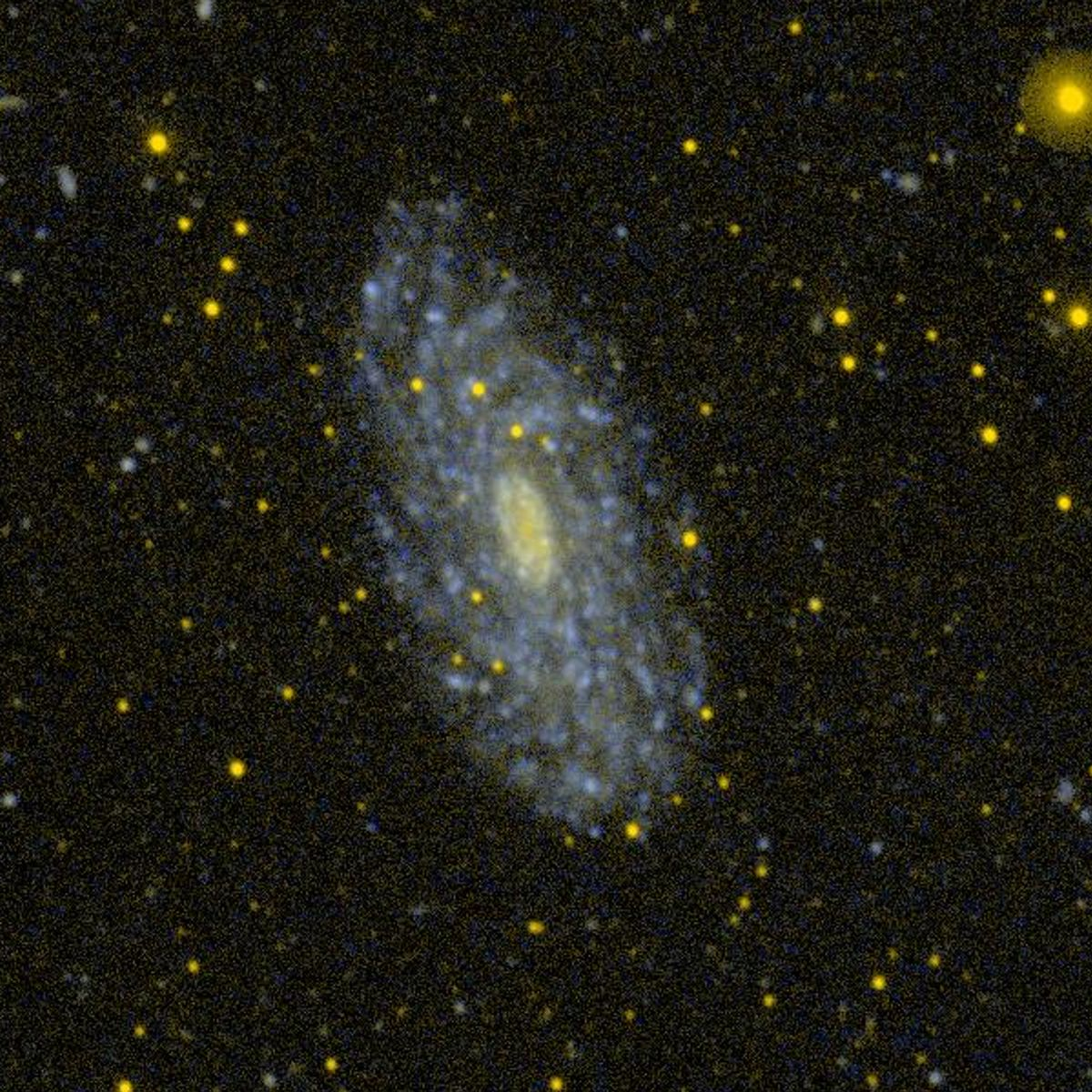
Bild på NGC 2082 från GALEX.